# Sint Jan de Doperkerk (Schiedam Nieuwland)
De Sint -Jan de Doperkerk was een rooms-katholieke parochiekerk in Schiedam, gebouwd in 1965 en ontworpen door J.A. Lelieveldt. De kerk was ook bekend als de Nolenskerk omdat deze gelegen was aan de Mgr. Nolenslaan. De parochie is de voortzetting van de Sint-Jan de Doperkerk of Havenkerk in de binnenstad.

## Geschiedenis
Vanaf 1961 is er een parochie in de naoorlogse wijk Nieuwland. In 1965 werden het nieuw gebouwde klooster en de kerk in gebruik genomen. Paters dominicanen namen er hun intrek.
Vanwege het teruglopend aantal kerkgangers fuseerde de Nolenskerk met de O.L.V. Visitatiekerk. Er werd besloten om een nieuw kleiner kerkgebouw te bouwen naast de bestaande kerk. Dit gebouw werd in 1999 in gebruik genomen. Kort nadat de oude kerk aan de eredienst was onttrokken brak er brand uit. In 2000 werd de kerk afgebroken. Ook de O.L.V. Visitatiekerk is afgebroken. Op die plaats is een moskee gebouwd.

## Trivia
De kerktoren is nog steeds aanwezig en herinnert aan de kerk die er stond. Op de plaats van het kerkgebouw is kort na de sloop een appartementencomplex gebouwd.